# Michael Hackert
Michael Hackert (* 21. Juni 1981 in Heilbronn) ist ein ehemaliger deutscher Eishockeyspieler, der unter anderem für die DEG Metro Stars, den ERC Ingolstadt, die Frankfurt Lions, Adler Mannheim und Iserlohn Roosters in der Deutschen Eishockey Liga (DEL) spielte. Für die deutsche Nationalmannschaft nahm er unter anderem an drei Weltmeisterschaften teil.

## Karriere
In der Zweitliga-Saison 1998/99 schnürte Hackert das erste Mal im Profi-Eishockey für den Iserlohner EC die Schlittschuhe. Dort verbrachte er auch den Großteil seiner Jugend. Im Jahr 2000 kehrte der Stürmer für zwei Saisons in seine Heimatstadt Heilbronn zurück und spielte dort für den Heilbronner EC. In der Saison 2002/03 stand er für insgesamt drei Clubs auf dem Eis. Erst spielte der Linksschütze für die DEG Metro Stars, wo er sein DEL-Debüt feierte, im November 2002 wechselte Michael Hackert für nur vier Partien zum EV Duisburg und beim ERC Ingolstadt beendete er schließlich die Saison. Zur Saison 2003/04 unterschrieb der Angreifer einen Vertrag bei den Frankfurt Lions in der DEL, wo er 2004 auch Deutscher Meister werden konnte, nachdem die Frankfurter die Hauptrunde auf Rang fünf beendeten. Ein Jahr darauf gewannen die Lions die Hauptrunde und schieden im Halbfinale gegen die Adler Mannheim aus. Während dieser Spielzeit wechselten viele NHL-Profis nach Deutschland, da die NHL-Saison 2004/05 wegen des Lockouts komplett abgesagt werden musste. Hackert spielte dann unter anderem mit dem NHL-Star Doug Weight zusammen, verpasste aber die Playoffs.  
2005 nahm Hackert schließlich ein Angebot von den Detroit Red Wings aus der NHL an. In den USA wurde der Stürmer allerdings nur im Farmteam der Red Wings, den Grand Rapids Griffins, in der American Hockey League eingesetzt, weshalb er nach kurzer Zeit nach Frankfurt zurückkehrte. 2007 wechselte er zu den Adler Mannheim, dem aktuellen Titelverteidiger. Trotz eines Vertrags bis 2012 wurde der Kontrakt von Michael Hackert nach der Saison 2009/10 vorzeitig aufgelöst. Zur Saison 2010/11 unterschrieb er einen Zwei-Jahres-Vertrag bei den Frankfurt Lions, konnte diesen jedoch aufgrund der Insolvenz der Lions nicht erfüllen. Daraufhin schloss er sich im Oktober 2010 den Iserlohn Roosters an.
Nach zwei Jahren im Sauerland ließ er seine Karriere in seiner Heimatstadt ausklingen. Im September 2013 löste er seinen Vertrag bei den Heilbronner Falken aus gesundheitlichen Gründen auf. Zu den Play-downs kehrte er im Frühjahr noch einmal zurück ins Team und erzielte in der sieben Spiele umfassenden Serie gegen des ESV Kaufbeuren elf Tore. Nach dem erfolgreichen Klassenerhalt beendete er seine Karriere endgültig.

### International
Hackert war mehrfach für die deutsche Eishockeynationalmannschaft im Einsatz. Zunächst durchlief er die verschiedenen Juniorennationalmannschaften und nahm beispielsweise an der U20-Weltmeisterschaft der Division I 2001 teil. Für das A-Team spielte er unter anderem bei den Weltmeisterschaften 2007, 2008 und 2009 sowie beim Qualifikationsturnier für die Olympischen Spiele 2010.

## Erfolge und Auszeichnungen
- 2004 Deutscher Meister mit den Frankfurt Lions
- 2005 Teilnahme am DEL All-Star Game
- 2006 Teilnahme am DEL All-Star Game
- 2007 Teilnahme am DEL All-Star Game

## Karrierestatistik

### International
Vertrat Deutschland bei:
| - U20-Junioren-Weltmeisterschaft der Division I 2001 - Weltmeisterschaft 2007 - Weltmeisterschaft 2008 | - Qualifikationsturnier für die Olympischen Winterspiele 2010 - Weltmeisterschaft 2009 |

(Legende zur Spielerstatistik: Sp oder GP = absolvierte Spiele; T oder G = erzielte Tore; V oder A = erzielte Assists; Pkt oder Pts = erzielte Scorerpunkte; SM oder PIM = erhaltene Strafminuten; +/− = Plus/Minus-Bilanz; PP = erzielte Überzahltore; SH = erzielte Unterzahltore; GW = erzielte Siegtore; 1 Play-downs/Relegation; Kursiv: Statistik nicht vollständig)

## Familie
Seine Brüder Oliver Hackert und Axel Hackert spielten ebenfalls professionell Eishockey. Mit beiden war er zeitweise auch im selben Team aktiv: Oliver war in den Spielzeiten 1998/99 und 1999/2000 sein Mitspieler beim Iserlohner EC, mit Axel lief er 2006/07 in Frankfurt und 2008/09 in Mannheim zusammen auf.